# Gotthelf Friedrich von Schönberg (1631–1708)
Gotthelf Friedrich von Schönberg (* 6. Mai 1631 in Freiberg; † 19. August 1708 in Dresden) war Besitzer der Rittergüter Bieberstein, Lockwitz und Trebitz sowie kursächsischer Hof- und Justizrat.

## Leben und Wirken
Gotthelf Friedrich von Schönberg stammte aus der sächsischen Adelsfamilie von Schönberg und war der zweitälteste Sohn des Oberberghauptmanns Georg Friedrich von Schönberg und der Margarethe von Polenz. Nach dem Besuch des lutherischen Stadtgymnasiums in Halle (Saale) begann er 1649 ein Jurastudium in Leipzig, seit 1652 in Tübingen, das er 1654 erfolgreich abschloss. 1656 kam er an den Hof des sächsischen Kurfürsten Johann Georg II. und übernahm 1659 das Amt des Obersteuereinnehmers. 1666 wurde er Kammerherr, 1675 Präsident des Appellationsgerichts und 1679 wurde er zum Wirklichen Geheimen Rat erhoben. Kurfürst Friedrich August I., der Starke berief ihn 1696 zum Direktor des Obersteuerkollegiums, von dessen Leitung er 1703 zurücktrat.
1656 hatte er das Rittergut Bieberstein von Nickel von Schönberg für 25.750 Gulden gekauft und ließ ab 1666 den größten Teil des Gebäudes bis auf die Grundmauern abbrechen und in seiner heutigen Grundform neu errichten. Auf seinem Gut Lockwitz bei Dresden ließ er von 1699 bis 1702 die Schlosskirche erneuern und ebenfalls im Barockstil umbauen. Um 1675 stellte er zur Wiederbelebung des Erzbergbaus nach dem Dreißigjährigen Krieg ungefähr fünfzehn Hektar Land zur Gründung eines Bergarbeiterdorfes zur Verfügung, das 1685 den Namen Gotthelffriedrichsgrund erhielt.

## Ehen und Nachkommen
Gotthelf Friedrich von Schönberg war fünfmal verheiratet und überlebte alle seine Ehefrauen. Er hatte neun Kinder aus den ersten drei Ehen, von denen drei im frühen Alter verstarben.
Er heiratete am 27. Februar 1660 in erster Ehe Freiin Sophie Elisabeth von Rechenberg († 22. Dezember 1662), Tochter des Oberhofmarschalls Johann Georg von Rechenberg.
- Johann Georg (1661–1688)

In zweiter Ehe vermählte er sich am 16. August 1664 mit Ottonie Elisabeth von Bodenhausen († 19. März 1676).
- Charlotte Elisabeth (1670–1730) ⚭ Hans Gottlieb Thilo von Thielau (1662–1723)[2]

Am 4. Juni 1677 heiratete er in dritter Ehe Elisabeth Sophie von Arnim († 12. Januar 1688).
- Hedwig Sophia (1678–1727)
- Caspar von Schönberg auf Bieberstein (* 7. Dezember 1679; † 14. Februar 1733), Kammerherr ⚭ Magdalena Elisabeth von Pöllnitz (1688–1733) (Tochter von Kanzler Ludwig Ernst von Pöllnitz)
- Gotthelf Friedrich von Schönberg auf Lockwitz und Trebitz (1681–1745), Kammerherr
- Johanna Dorothea (1684–1760)

Die vierte Ehe 1689 mit Sabine Elisabeth von Maxen († 1691), blieb ebenso wie die fünfte Ehe 1692 mit Anna Catharina von Saalhausen († 23. Dezember 1707), kinderlos.